# Доминик, Ганс
Ганс Доминик (нем. Hans Dominik; 15 ноября 1872 года, Цвиккау — 9 декабря 1945 года, Берлин) — немецкий писатель, автор научно-фантастических и нехудожественных произведений, научный журналист.
Ганс Доминик был наиболее популярным немецким писателем в 1920-е годы и неофициально именуется «немецким Жюлем Верном». На его счету около 1000 рассказов, книг и статей.

## Ранние годы
Ганс Доминик родился в семье журналиста Эмиля Доминика (1844—1896) и его жены Хедвиг Доминик, урождённой Мюгге (1846—1919). Приходился внуком писателю Теодору Мюгге.
Юношеские годы, как и большую часть жизни, провёл в Берлине. Посещал различные школы, в том числе гимназию в Готе, где учился физике и математике у Курда Лассвица, ещё одного немецкого писателя-фантаста. Эта встреча, по видимому, стала для Доминика определяющей. Курд Лассвиц также публиковал некоторые произведения в издательстве, где работал отец Доминика.
В 1893 году Ганс Доминик поступил в Берлинский технический университет, где изучал железнодорожную технику. В 1894 году его отец тяжело заболел, и будущий писатель был вынужден прервать учёбу, поскольку доходы семьи упали, и ему пришлось зарабатывать на жизнь. Он работал электриком в Рейнской области, пока не смог возобновить учёбу.
В 1895 году он впервые уехал в Америку. Во время очередной поездки в США Доминик остался там на целый год, зарабатывая себе на жизнь в качестве инженера-электрика. В это время он обогатил свои познания в области техники и экономики, а позднее использовал полученный опыт при создании серии книг для молодёжи о Джоне Воркмане, описывающей историю американского разносчика газет, в конце концов ставшего миллионером.

## Карьера
В 1898 году Ганс Доминик бросил учёбу, выбрав более прибыльную профессию электротехника. В 1900 году он пришёл к «Siemens & Halske» в отдел освещения и электропитания. Здесь подготовил работу по электрификации горнодобывающей промышленности для Всемирной выставки в Париже 1900 года, а затем в течение года работал в литературном бюро «Siemens & Halske». В 1905 году он ушёл из компании на должность технического репортёра в «Berliner Lokal-Anzeiger».
С 1901 года он уже работал в качестве технического писателя и копирайтера. Из-под его пера выходили многочисленные заметки для «Berliner Tageblatt» : «Технические сказки» (Technische Märchen), «О чём говорит цепная линия» (Was sich die Oberleitung erzählt), «Воспоминания настольных часов» (Memoiren einer Taschenuhr). Его быстрая обучаемость, а также способность ясно и убедительно объяснять сложные технические вещи, обеспечили Доминику хорошую репутацию и всё новые и новые заказы.
В 1907 году Доминик опубликовал первый фантастический рассказ в молодёжном ежегоднике «Das Neue Universum» (Новая вселенная).
В 1910 году он сочетался браком с Лизелоттой Рунге. У пары родилась дочь. Из-за проблем с позвоночником, Доминик не был призван в армию во время Первой мировой войны. В это время он вернулся в «Siemens & Halske», поступив в отдел телеграфии.
Между 1912 и 1919 годами Доминик почти ежегодно печатал в берлинском издательстве «C. Duncker Verlag» по роману. Книги, однако, не пользовались большой популярностью и редко переиздавались.
После войны Ганс Доминик в течение двух лет, с 1918 по 1920 годы, выступал в качестве сценариста технических короткометражных фильмов.
В 1922 году он пишет первый фантастический роман «Власть трёх» (Die Macht der Drei), который первоначально публикуется в журнале «Woche» и в том же году выходит в виде книги. С романом к писателю пришёл успех, он стал известен в широких кругах немецких читателей. Однако доходы от публикации уничтожила инфляция, и он снова был вынужден искать постоянную работу. Вернуться к свободному творчеству Доминик смог только в 1924 году, когда в издательстве «Scherl-Verlag» один за другим выходит несколько его фантастических романов.

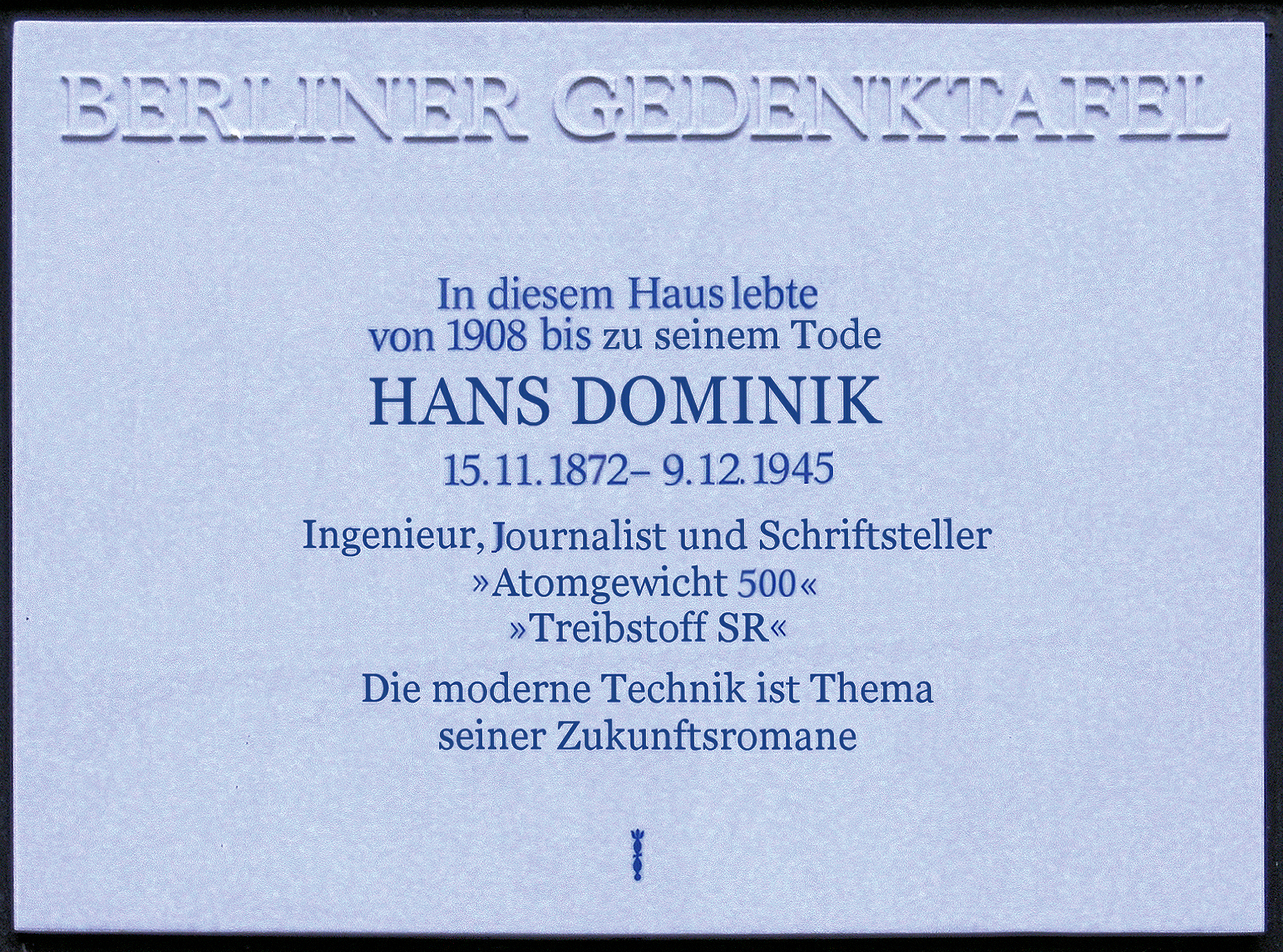
Мемориальной доска на доме, где жил Ганс Доминик

Успех сопутствовал ему и после прихода к власти национал-социалистов. Четыре из его книг достигли тиражей свыше 100000 экземпляров, а роман «Страна огня и воды» (Land aus Feuer und Wasser) разошёлся более чем в 250 000 экземпляров. На 70-летие Доминик получил поздравительную телеграмму от министра пропаганды Геббельса. Доминик был ярым сторонником расовой теории, и многие его произведения являются прямой иллюстрацией к тезисам о превосходстве одних рас над другими. Современные переиздания произведений Доминика выходят в редакторской обработке, предусматривающей устранение политически некорректных подходов.

## Память
Могила Ганса Доминика находится на Целендорфском кладбище в Берлине, участок 009-83.
Правопреемником литературного наследия Ганса Доминика является его внук Петер Ганс Янсен (Peter Hans Jansen).
2 июля 1999 года на доме 2a по Богота-штрасе (ранее Хердер-штрасе), где Ганс Доминик жил с 1908 года до конца жизни, открыта мемориальная доска.

## Сочинения

### Научно-фантастические романы
| Год     | Оригинальное название                                                                 | На русском                                                                           | Издательство             |
| ------- | ------------------------------------------------------------------------------------- | ------------------------------------------------------------------------------------ | ------------------------ |
| 1921    | Die Macht der Drei. Ein Roman aus dem Jahre 1955                                      | Власть трёх. Роман из 1955 года (В переводе 1927 года на русский язык - Лучи смерти) | Scherl-Verlag            |
| 1923    | Die Spur des Dschingis-Khan                                                           | След Чингисхана                                                                      | Scherl-Verlag            |
| 1924/25 | Atlantis (заголовок после ВОВ Minute X)                                               | Атланты / Минута X                                                                   | Scherl-Verlag            |
| 1925/26 | Der Brand der Cheopspyramide                                                          | Пожар пирамиды Хеопса                                                                | Scherl-Verlag            |
| 1926/27 | Das Erbe der Uraniden                                                                 | Наследие уранидов                                                                    | Scherl-Verlag            |
| 1928    | König Laurins Mantel (заголовок после ВОВ Unsichtbare Kräfte)                         | Плащ короля Лаурина                                                                  | Scherl-Verlag            |
| 1929/30 | Kautschuk                                                                             | Каучук                                                                               | Scherl-Verlag            |
| 1932/33 | Befehl aus dem Dunkel                                                                 | Приказ из темноты                                                                    | Scherl-Verlag            |
| 1932/33 | Der Wettflug der Nationen (Серия «Профессор Эггерт» Ч. 1)                             | Гонка народов                                                                        | Verlag Koehler & Amelang |
| 1933    | Ein Stern fiel vom Himmel (Серия «Профессор Эггерт» Ч. 2)                             | Звезда упала с неба                                                                  | Verlag Koehler & Amelang |
| 1934    | Das stählerne Geheimnis                                                               | Стальная тайна                                                                       | Scherl-Verlag            |
| 1934/35 | Atomgewicht 500                                                                       | Атомный вес 500 (в переводе издательства - Борьба титанов)                           | Scherl-Verlag            |
| 1937    | Himmelskraft                                                                          | Небесная сила                                                                        | Scherl-Verlag            |
| 1938    | Lebensstrahlen                                                                        | Лучи жизни                                                                           | Scherl-Verlag            |
| 1939    | Land aus Feuer und Wasser (Серия «Профессор Эггерт» Ч. 3)                             | Страна огня и воды                                                                   | Verlag v. Hase & Koehler |
| 1939/40 | Treibstoff SR (заголовок после ВОВ Flug in den Weltenraum oder Fahrt in den Weltraum) | Топливо SR / Полёт в космос                                                          | Scherl-Verlag            |

### Рассказы
Рассказы Ганса Доминика печатались в ежегоднике «Новая вселенная» (Das Neue Universum).
| Год  | Оригинальное название                           | На русском                |
| ---- | ----------------------------------------------- | ------------------------- |
| 1907 | Die Nahrung der Zukunft                         | Пища будущего             |
| 1908 | Die Reise zum Mars                              | Путешествие на Марс       |
| 1909 | Eine Reise im Jahre 1970                        | Путешествие в 1970 год    |
| 1910 | Ein neues Paradies                              | Новый рай                 |
| 1911 | Hundert Jahre Elektrotechnik                    | Тысяча лет электротехники |
| 1913 | Ein Experiment (опубликовано анонимно)          | Эксперимент               |
| 1916 | Gefährliche Augenblicke eines Kinoschauspielers | Опасности киноактёра      |
| 1917 | Neuland                                         | Новая земля               |
| 1918 | Eine Expedition in den Weltraum                 | Экспедиция в космос       |
| 1919 | Schätze der Tiefe                               | Сокровище глубины         |
| 1921 | Zukunftsmusik                                   | Музыка будущего           |
| 1930 | Dreißig Jahre später                            | Тридцать лет спустя       |
| 1930 | Bei der verlorenen Mannschaft                   | У пропавшего экипажа      |
| 1933 | Professor Belians Tagebuch                      | Журнал профессора Белиана |
| 1934 | Ein Freiflug im Jahre 2222                      | Полёт в 2222 год          |

### Прочие художественные произведения
| Год     | Оригинальное название                                                                                          | На русском                                                              |
| ------- | --- | ----------------------------------------------------------------------- |
| 1903    | Technische Märchen                                                                                             | Технические сказки                                                      |
| 1903    | Wissenschaftliche Plaudereien                                                                                  | Научная болтовня                                                        |
| 1909    | John Workmann, der Zeitungsboy. Том 1: Im Reich des Zeitungsriesen                                             | Джон Воркман, разносчик газет. Том 1: В стране газетных гигантов        |
| 1910    | Unter Tage verschüttet                                                                                         | Засыпанные под землёй                                                   |
| 1911    | Hochströme | Сильные потоки                                                          |
| 1912    | Glück auf! | Удачи!                                                                  |
| 1912    | Die Madonna mit den Perlen                                                                                     | Мадонна с жемчугом                                                      |
| 1912    | Heilige Wasser                                                                                                 | Святая вода                                                             |
| 1913    | Der eiserne Weg                                                                                                | Железный путь                                                           |
| 1913    | Der Sieger | Победитель                                                              |
| 1913    | Der Kreiselkompaß                                                                                              | Гирокомпас                                                              |
| 1913/14 | Zauber des Südens (также Alpenglühen)                                                                          | Магия юга / Отблеск солнца на вершинах гор                              |
| 1914    | Versunkenes Land                                                                                               | Утонувшая земля                                                         |
| 1915    | Klar zum Gefecht                                                                                               | Готов к бою                                                             |
| 1916    | Das Eiserne Kreuz                                                                                              | Железный крест                                                          |
| 1916    | Der eiserne Halbmond                                                                                           | Железный полумесяц                                                      |
| 1921    | John Workmann, der Zeitungsboy. Band 2: Wanderjahre im Westen                                                  | Джон Воркман, разносчик газет. Том 2: Годы скитаний на западе           |
| 1921    | John Workmann, der Zeitungsboy. Band 3: Neue Wunder der Großindustrie                                          | Джон Воркман, разносчик газет. Том 3: Новое чудо тяжёлой промышленности |
| 1925    | John Workmann, der Zeitungsboy. Band 4: Lehr- und Meisterjahre im Süden (также вышла книга со всеми 4 частями) | Джон Воркман, разносчик газет. Том 4: Годы обучения на юге              |
| 1928    | Klaus im Glück                                                                                                 | Удача Клауса                                                            |
| 1929/30 | Moderne Piraten                                                                                                | Современные пираты                                                      |
| 1941    | Geballte Kraft                                                                                                 | Концентрированная сила                                                  |
| 1938/41 | Vom Schraubstock zum Schreibtisch (автобиография)                                                              | От столярных тисков к столу письменному                                 |
| 1942    | Das ewige Herz                                                                                                 | Вечное сердце                                                           |
| 1943/44 | Wunder des Schmelztiegels                                                                                      | Чудо плавильного котла                                                  |

### Нехудожественные произведения
- 1902: Was muß man von der Dampfmaschine wissen?
- 1902-05: Wissenschaftliche Plaudereien
- 1903: Was muß man von der Dynamomaschine wissen?
- 1903: Was muß man von der Naturlehre wissen?
- 1904: Was muß man von der Organischen Chemie wissen?
- 1905: Kalender für Ingenieure des Maschinenbaus
- 1905: Kalender für Maschinenbautechniker
- 1905/06: Das Wernerwerk von Siemens & Halske A.-G., Berlin-Nonnendamm
- 1908: Amüsante Wissenschaft
- 1908/09: Ein neues Schnellbahnsystem
- 1914: Das Zeitalter der Elektrizität. Band 1: Die Kräfte der Natur, ihre Hebung und Verwertung
- 1915: Unsere Luftflotte und Flieger
- 1921/22: Im Wunderland der Technik: Meisterstücke und neue Errungenschaften, die unsere Jugend kennen sollte
- 1925: Das Buch der Chemie: Errungenschaften der Naturerkenntnis
- 1925: Das Buch der Physik: Errungenschaften der Naturerkenntnis
- 1925: Welten, Werke, Wunder
- 1927/28: Triumphe der Technik
- 1928/29: Das Schaltwerk der Siemens-Schuckertwerke AG, Berlin-Siemensstadt
- 1929: Über und unter der Erde
- 1929: Der Werkzeugmaschinenbau Fritz Werner, Aktiengesellschaft, Berlin
- 1931: Ein Besuch im Kabelwerk
- 1935/36: Vistra, das weiße Gold Deutschlands
- 1938: Der Werkzeugmaschinen-und Werkzeugbau, Fritz Werner, Aktiengesellschaft, Berlin, Band 17, zweite, erweiterte Auflage

### Переводы на русский язык
- Доминик, Ганс. Лучи смерти / переводчик: А. Левенсон. — Харьков: Космос, 1924. — 324 с. — 5000 экз.
  - Доминик, Ганс. Лучи смерти = Die Macht der Drei. Ein Roman aus dem Jahre 1955. — Рига: Грамату Драугс, 1927. — Т. 19. — 45 с. — (Библиотека новейшей литературы).
- Доминик, Ганс. В волшебном мире техники. — Л., М.: Государственное издательство, 1925.
  - Доминик, Ганс. В мире чудес техники / пер. с нем. И. Бронштейна. — М.—Л.[10]
- Доминик, Ганс. Джон Воркман / перераб. с нем. М. А. Гершензона. — М. Л.: Государственное издательство, 1928. — 276 с.
  - Доминик, Ганс. Джон Уоркман (Из газетчиков в миллионеры) = John Workmann, der Zeitungsboy / пер. с нем. Ю. Иваск; под ред. Б. Правдина. — Тарту: Аргонавты, 1933. — 352 с. — (Золотая книга).
- Доминик, Ганс. Над и под землёй / Пер. с нем. Н. Яковлевой и Г. Левенталь. — М.: ОГИЗ , Молодая гвардия, 1931. — 224 с.
- Доминик, Ганс. Борьба титанов = Atomgewicht 500. — Ярославль: ИП Мамонов В.В., 2017. — 170 с. — (MORE Fантастики). — ISBN 978-5-00-096171-1.